# Хауварт, Хенк
Хендрик (Хенк) Хауварт (нидерл. Hendrik (Henk) Houwaart, 31 августа 1945, Гаага) — нидерландский и бельгийский футболист и тренер.

## Карьера

### Футболиста
В качестве игрока выступал на родине за АДО Ден Хааг и «Твенте». В 1969 году провел свой единственный матч за сборную Нидерландов. В нем же переехал в Бельгию, где он побеждал в чемпионате страны с «Брюгге». Завершил карьеру из-за травмы.
| № | Дата           | Соперник     | Счёт | Голы | Турнир            |
| 1 | 16 апреля 1969 | Чехословакия | 2:0  | -    | Товарищеский матч |

Итого: 1 матч / 0 голов; 1 победа, 0 ничьих, 0 поражений.

### Тренера
Закончив играть, Хенк Хауварт остался в Бельгии, где он работал с рядом команд, в том числе и с «Брюгге», с которым он уже в качестве наставника выигрывал чемпионат. Также специалист успешно работал с кипрскими командами.

## Достижения

### Футболиста
- Чемпион Бельгии: 1972/73.

### Тренера
- Чемпион Бельгии: 1987/88.
- Обладатель Кубка Бельгии: 1985/86.
- Обладатель Суперкубка Бельгии (2): 1986, 1988.
- Чемпион Кипра: 2000/01.
- Обладатель Кубка Кипра: 2004/05.
- Финалист Кубка Кипра: 2003/04.

## Семья
Сын тренера Хенк Хауварт (младший) (1967—2008) также был футболистом и под руководством отца выступал на позиции нападающего за «Брюгге».